# 蒋伸
蒋伸（799年—881年），字大直，乐安郡开国公，唐朝官员，唐宣宗和唐懿宗年间为宰相。

## 家世
蒋伸祖籍常州义兴，其父蒋乂为官时全家迁到东都洛阳。蒋乂祖父蔣瓌为太子洗馬、弘文館學士，父亲蒋将明为國子司業、集賢殿學士、副知院使，蒋乂本人为祕書監，还是卓越的史学家，著《大唐宰辅录》七十卷、《凌烟阁功臣》、《秦府十八学士》、《史臣》等传四十卷，封义兴县公，谥懿。蒋乂有五个已知的儿子，蒋伸是第二个，至少有一兄蒋係，后也贡献突出，封淮阳郡公。蒋伸至少有三个弟弟蒋偕、蒋仙、蒋佶，都为官。蒋伸中进士，效力各地的一些刺史为僚佐。
蒋伸曾设宴，酌酒对客人们说：“有孝于家、忠于国者饮此。”客人们肃然，只有尚书左丞李景让起身喝完一爵。蒋伸说：“公不宜。”

## 唐宣宗年间
大中二年（848年），蒋伸被召回长安为右补阙、史馆修撰。他和兄蒋係的儿子蒋兆都以文辞中进士，但在文才方面并不被高看，而是被视为良史。转驾部郎中，知制诰。五年（851年），宰相白敏中受任充招讨党项行营都统、制置等使、南北两路供军使兼邠宁节度使，获准选择廷臣作为自己的将佐，四月，辟蒋伸为右庶子，充邠宁节度副使。后回长安为户部侍郎。九年（855年），为翰林学士，进承旨。大中十年（856年），改兵部侍郎，判户部。
宣宗尊敬蒋伸的意见。十一年（857年）十二月，蒋伸以翰林学士承旨、通议大夫、守尚书户部侍郎、知制诰、上护军、赐紫金鱼袋为兵部侍郎，充职。十二年（858年）十一月有一次，宣宗单独会见身为比宰相低一级的“次对官”的蒋伸，蒋伸说：“现在取得官位容易了，人要心怀侥幸了。”宣宗惊答：“这样下去会乱的。”蒋伸答：“还不至于生乱，但如果太多人心怀侥幸，生乱就不难了。”蒋伸将要离开时，宣宗三次留住他，说：“以后就不能单独与卿相见了。”蒋伸没有明白宣宗的意思，但十二月，在另一宰相备选户部侍郎判度支杜胜被宦官诋毁的情况下，宣宗将群臣的名字放在容器内，在唐宪宗神位前祈祷射取，于是蒋伸得中，以兵部侍郎判户部被授同中书门下平章事，为实质宰相。为相以后，他只能和其他宰相一起面圣，再不能单独见宣宗了。而名位素在其上的御史大夫李景让则不得拜相。四个月后，以通议大夫、尚书兵部侍郎、同中书门下平章事、判户部事、护军、赐紫金鱼袋被解除户部职权，加中书侍郎。

## 唐懿宗和唐僖宗年间
大中十三年（859年）八月，唐宣宗崩，唐懿宗继位。蒋伸留任宰相，十月，兼工部尚书，官爵一度为金紫光禄大夫、守中书侍郎、兼工部尚书、同中书门下平章事、上护军、乐安县开国男，食邑三百户。咸通二年（861年）二月兼刑部尚书，监修国史。九月罢相，充河中节度使，仍保有同中书门下平章事为荣衔。四年（863年）又以河中节度使、金紫光禄大夫、检校兵部尚书、平章事、河中尹、上护军、乐安郡开国公、食邑二千户迁检校工部尚书、平章事、充宣武军节度汴宋亳等州观察处置等使。五年（864年）五月，因病由中书侍郎、兼户部尚书、平章事被免为太子少保分司东都。七年（866年），用为华州刺史。九年（868年）尚在任，后再迁太子太傅，致仕。死后赠太尉。
咸通年间蒋伸与宰相韦保衡及皇甫焕撰武宗、宣宗两朝实录，但因战乱，在后晋天福六年（941年）四月时已失传，宰相赵莹请求下敕书求购。

## 轶闻
《新唐书·杜悰传》载宣宗崩后，枢密使王归长、马公儒等以遗诏立夔王李滋，而左军中尉王宗实等入殿中，以王归长等为矫诏，而迎立郓王李温。久后，宣徽使杨公庆奉命去中书省，只对宰相杜悰作揖，蒋伸和其他宰相毕諴、杜审权则不敢动作，避于西轩。杨公庆要杜悰弹劾不联名请郓王监国的大臣抵罪，杜悰不肯，杨公庆失望离去。蒋伸等三宰相再来见杜悰问此事，杜悰无言，三宰相惶怖，乞求保存家族，杜悰说：“别有其他疑虑。”并没转达杨公庆的意思。后来郓王继位为唐懿宗，怒气已解，众臣遂无事。《资治通鉴》亦记为咸通二年（861年）二月事。
但胡三省指出此事出自杜悰家传，并引洪迈《随笔》指出懿宗即位之日宰相为令狐綯、萧邺、夏侯孜、蒋伸，毕諴、杜审权是懿宗登基后用为相者，可见此事是野史妄言。
《太平广记》卷二百五十六记载，蒋伸拜相时，时任西川节度使李景让知道后叹道：“不能侍奉这人啊。”于是托病离任。有诗说：“成都十万户，抛若一鸿毛。”嘲讽李景让对西川来说不过是一根鸿毛。

## 子
- 蒋泳，字越之

## 作品
- 《对鄂王制》
- 《封盛唐公主制》
- 《授李珏扬州节度使制》
- 《授郑涓徐州节度使制》
- 《授孙范青州节度使制》
- 《授王宰河阳节度使李拭河东节度使制》
- 《授幽州留后张允伸充节度使制》
- 《授田牟灵州节度使制》
- 《授郑光河中节度使郑朗汴州节度使制》